# Iller (Sønderborg Kommune)
 For alternative betydninger, se Iller. (Se også artikler, som begynder med Iller)
Iller ligger i Sønderjylland og er en lille landsby på Broager Land på Sundeved. Bebyggelsen ligger i Sønderborg Kommune og tilhører Region Syddanmark. Isaflejringernes lerholdige jord ved Nybøl Nor og Iller har givet grundlag for teglproduktion gennem flere hundrede år. Den Geologiske Samling er i dag tilgængelig på Cathrinesminde Teglværk.
Ved Iller Strand, hvor Cathrinesminde Teglværksmuseum ligger, lå der i 1800-tallet 8 teglværker. I dag er ingen af dem i drift, men Vesterled Teglværk udnytter som det eneste de rester af ler, der er tilbage i området. Hver sommer henter de ler på naboparcellen til teglværksmuseet.